# Liothrips sambuci
Liothrips sambuci är en insektsart som beskrevs av Ian A. Hood 1913. Liothrips sambuci ingår i släktet Liothrips och familjen rörtripsar. Inga underarter finns listade i Catalogue of Life.